# Galgentor

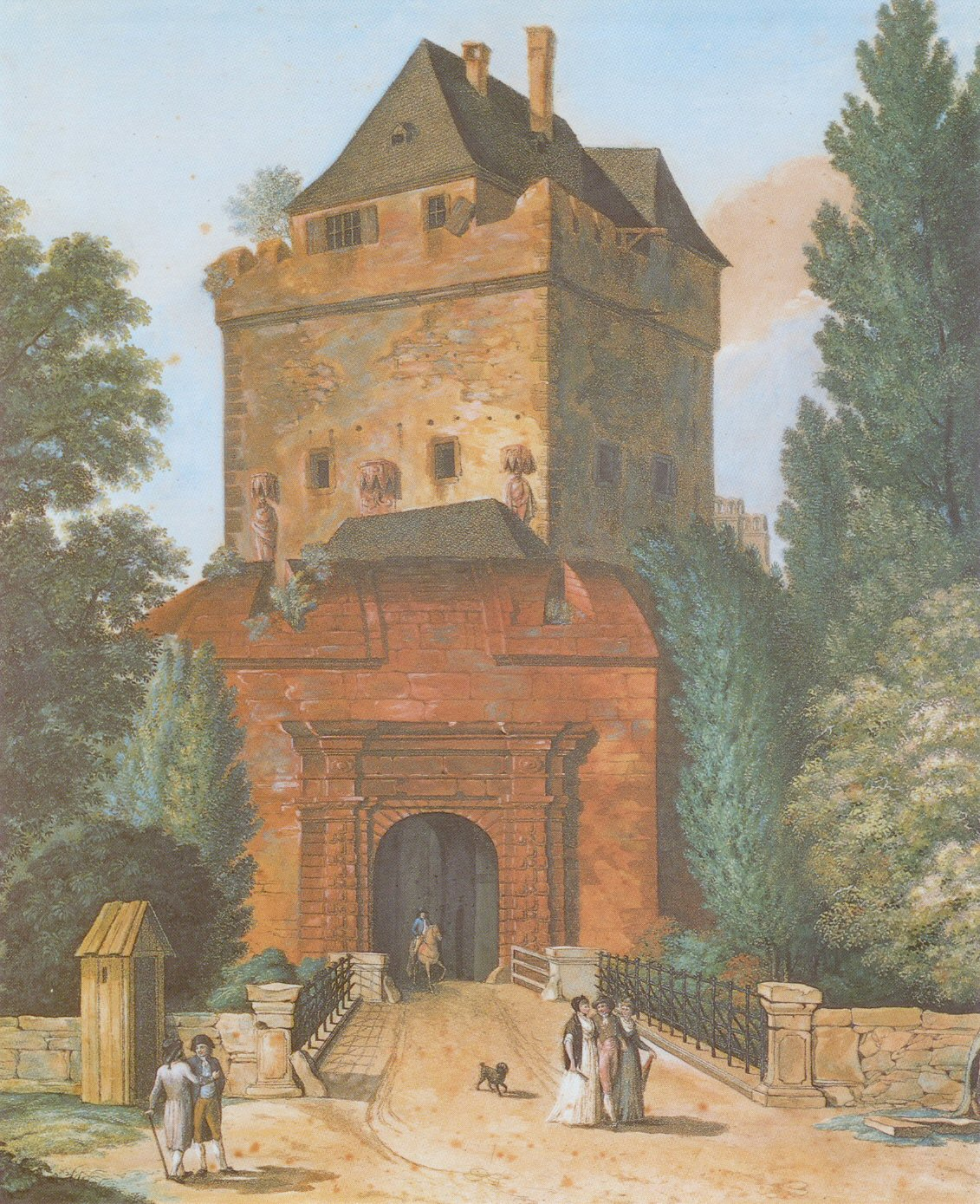
Das Galgentor galt als schönstes Frankfurter Stadttor

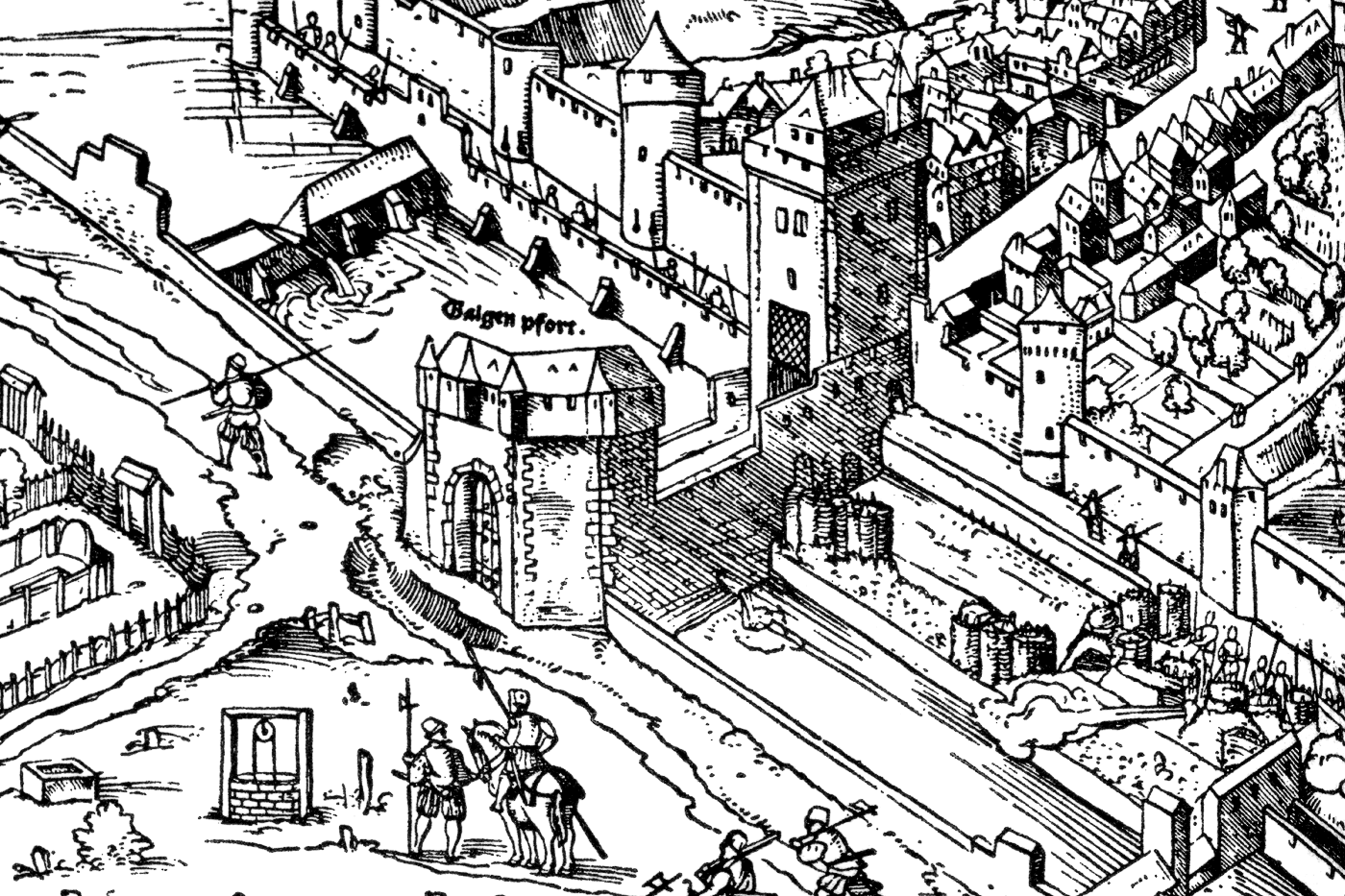
Galgentor auf dem Belagerungsplan, 1552

Das Galgentor, in der frühen Neuzeit auch Gallustor, war eines von fünf Stadttoren der spätmittelalterlichen Frankfurter Stadtbefestigung, welche den Zugang zur Frankfurter Neustadt erlaubten, deren Umfriedung Kaiser Ludwig der Bayer der Stadt 1333 gestattete.

## Lage und Umgebung

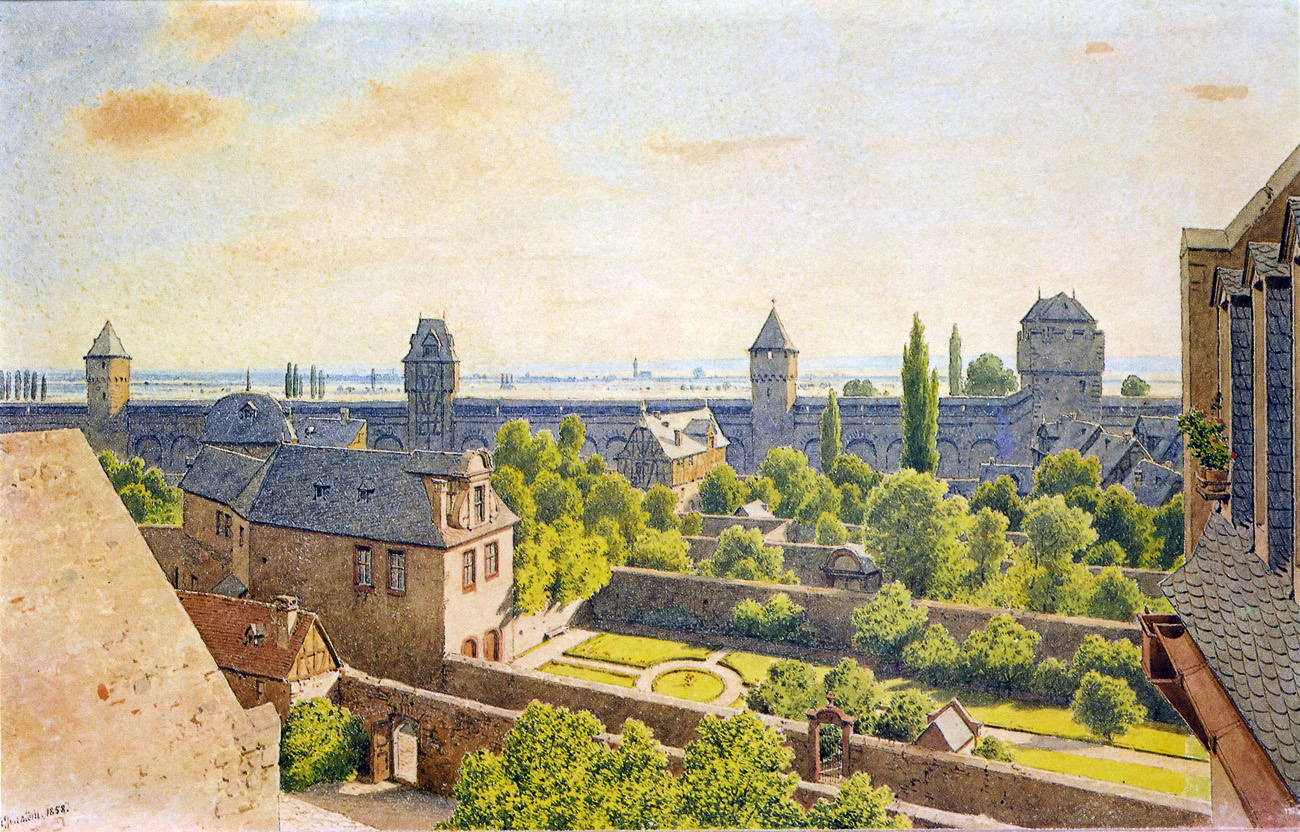
Blick vom Goethe-Haus zum Galgentor, um 1750

Das Galgentor wurde 1381 bis 1392 errichtet. Dem Tor vorgelagert war eine Brücke über den Stadtgraben mit einem Vorwerk. An seiner Landseite begann die Mainzer Landstraße. Vom Tor aus führte die Große Gallusgasse zum Roßmarkt, dem wichtigsten Platz in der Stadt. Die Gasse ist auch heute noch als Große Gallusstraße eine wichtige innerstädtische Verbindungsstraße. Die Kreuzung der Großen Gallusstraße mit der Neuen Mainzer Straße, wo das historische Galgentor lag, ist das Zentrum des Bankenviertels.
Westlich des Tores lag das Galgenfeld, wo sich seit dem 14. Jahrhundert das Hochgericht befand. Hier wurden vom 14. Jahrhundert bis 1799 öffentliche Hinrichtungen durch Hängen oder Rädern vollzogen. Im August 1806 wurde das Hochgericht eilig abgerissen, weil die französische Armee das Galgenfeld als Paradeplatz für ein öffentliches Feuerwerk zu Ehren Kaiser Napoléons beanspruchte. Heute befindet sich hier das Bahnhofsviertel.

## Geschichte

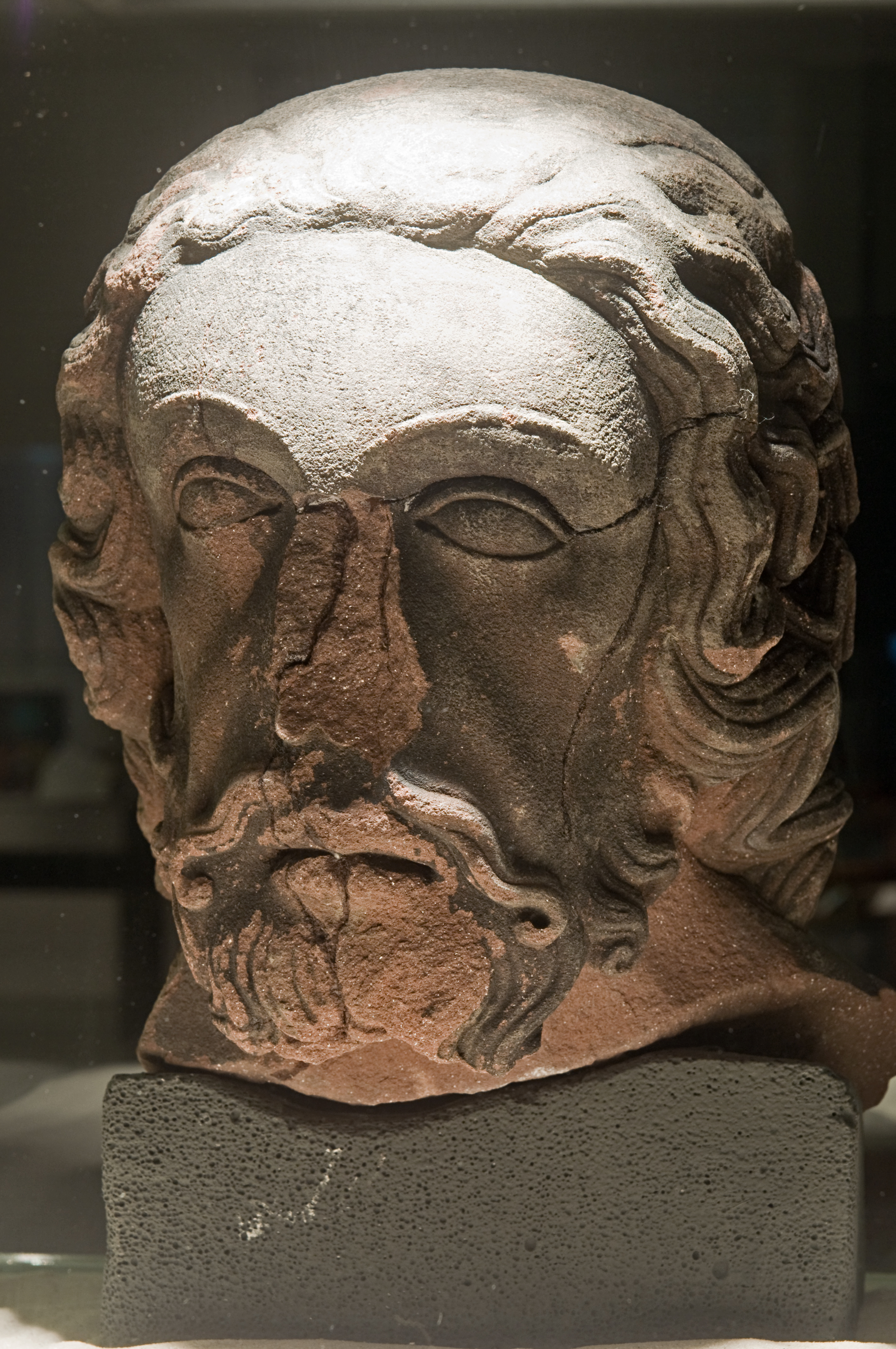
Kopfbild des Hl. Bartholomäus vom Galgentor (ca. 1352)

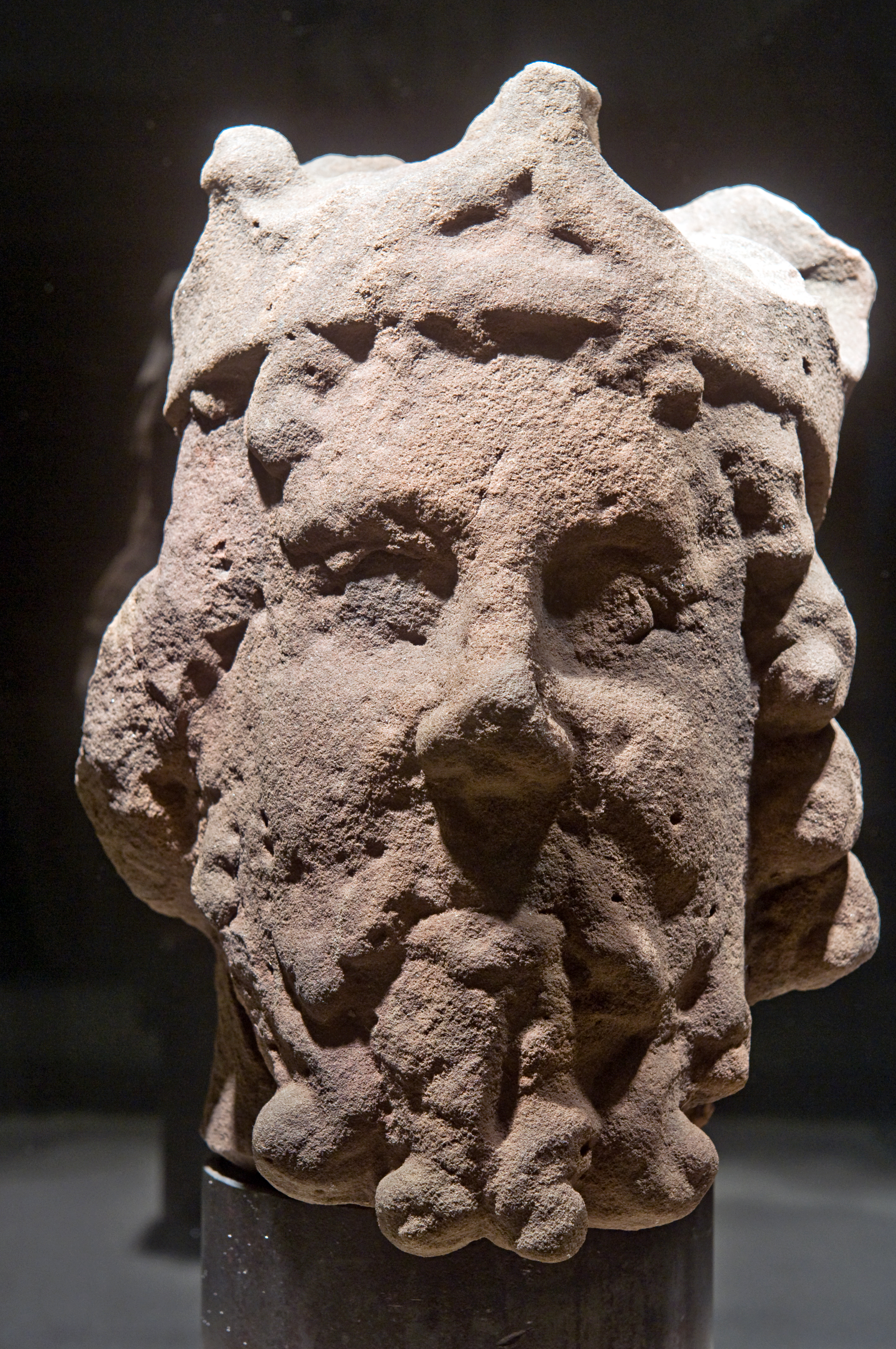
Kopfbild Karls des Großen vom Galgentor (ca. 1390)

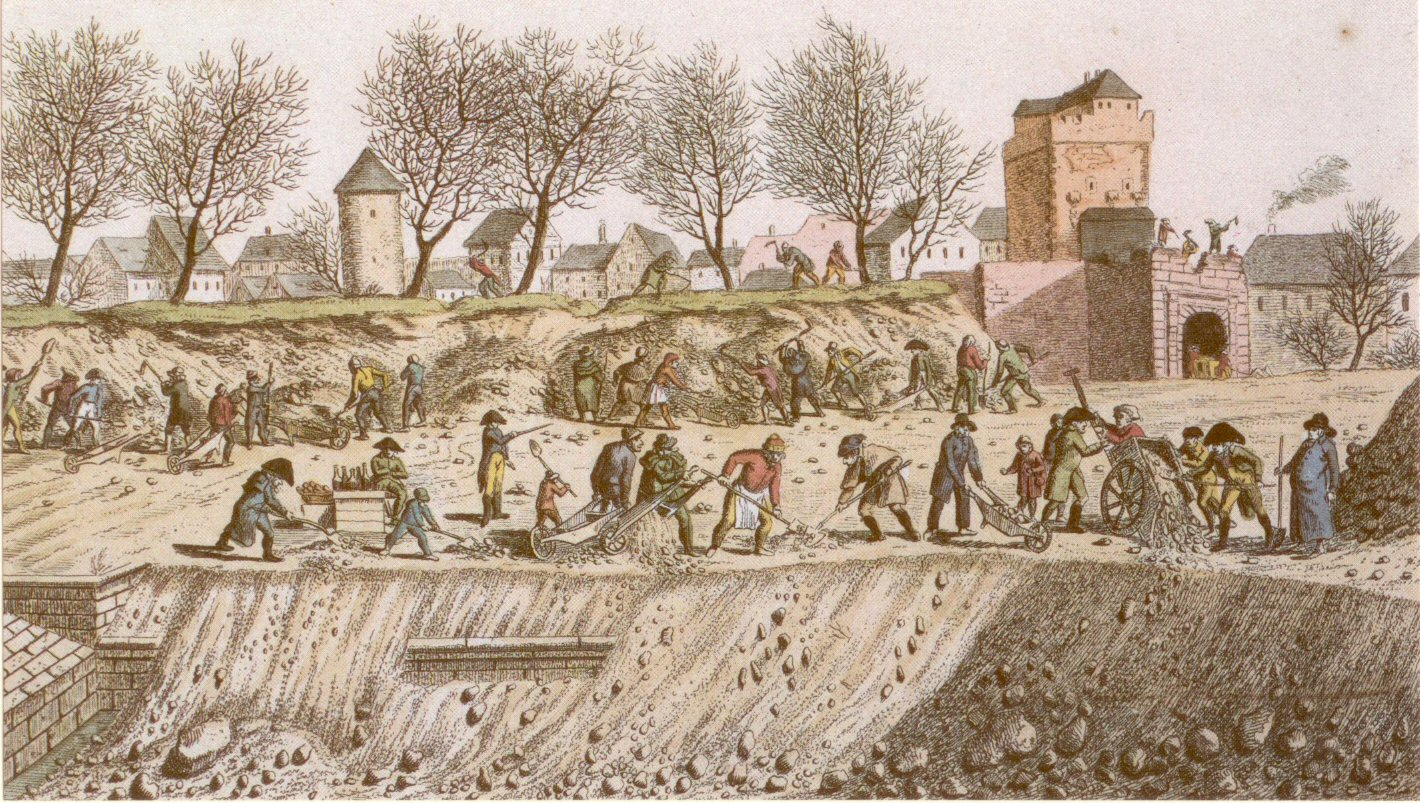
Abbrucharbeiten vor dem Galgentor 1805

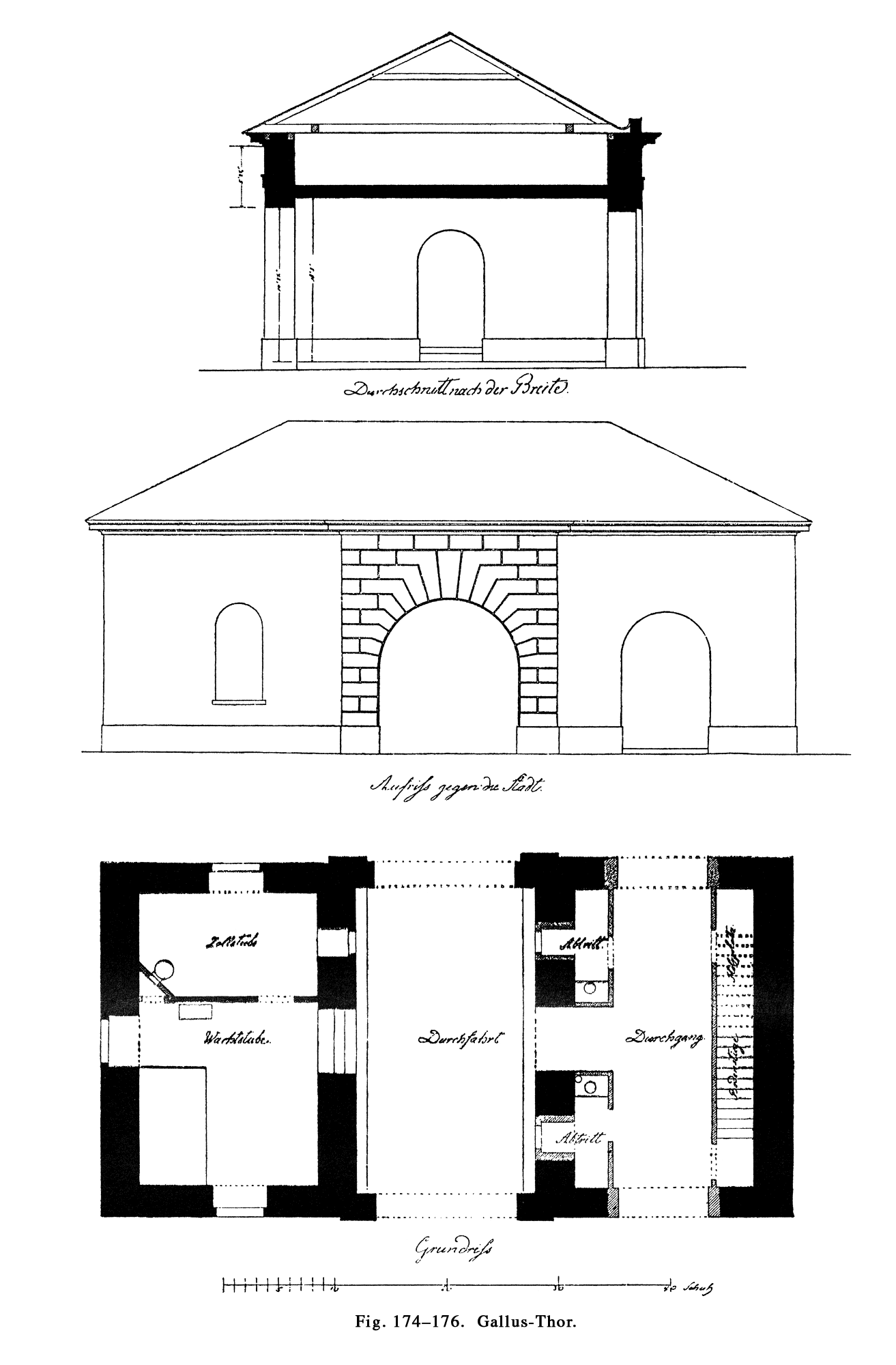
Entwurf des klassizistischen Gallustors, 1808

Das Galgentor war trotz seines abschreckenden Namens das bedeutendste Frankfurter Tor, da der Verkehr von und nach Mainz hindurchführte. Eine besondere Rolle spielte es bei den Kaiserkrönungen, weil die neu gewählten Kaiser seit dem Ende des 14. Jahrhunderts durch das Tor in die Stadt einzuziehen pflegte. Sein viereckiger Torturm war daher besonders repräsentativ gestaltet: an der Außenseite befanden sich unter gotischen Baldachinen die Statuen der städtischen Schutzpatrone, des Heiligen Bartholomäus und Karls des Großen zwischen einem auf einem Löwen stehenden Reichsadler.
Als sich im Schmalkaldischen Krieg 1546 kaiserliche Truppen der Stadt gefährlich näherten, brach man den Turm zur Hälfte ab, um etwaigen Verteidigungsfeuer aus der Stadt nicht im Wege zu stehen. Der erwartete Angriff blieb aus, und er wurde danach aber binnen kürzester Zeit wieder aufgebaut, als bereits der Belagerungsplan von 1552 den Turm wieder in voller Größe und mit Dach zeigt. Es ist zugleich die einzige detaillierte und letzte Darstellung des Bauwerks in seiner mittelalterlichen Form. 1607 kam es durch den Anbau eines Rondells am Torturm zu einer ersten baulichen Veränderung.
Aus dem 16. Jahrhundert wusste der Frankfurter Chronist Achilles Augustus von Lersner noch verschiedenes über das Galgentor zu berichten. So soll es 1582 auf Maria Magdalenentag, also den 22. Juli, zu einer Prügelei zwischen den Turmwärtern gekommen sein. Dies geschah angeblich just in dem Moment, als eine Prozession gerade durch das Tor schritt, weswegen einem der Wärter zur Strafe die Augen ausgestochen worden seien. Im selben Jahr soll es laut Lersner am 18. Juli zudem zu einem Feuer gekommen sein, das die aus Holz gebauten Teile des Turms völlig vernichtete und einen weitgehenden Neubau nötig machte.
Im Dreißigjährigen Krieg begann die Stadt, ihre veralteten Stadtmauern durch eine nach den damals modernen Grundsätzen der niederländischen Festungsbauweise angelegte Sternschanzenfestung zu erweitern. 1635 wurde dem Galgentor und dem inneren Stadtgraben eine Bastion vorgelagert, das Galgenbollwerk, vor dem ein weiterer Graben verlief. Das mittelalterliche Galgentor führte somit nicht mehr auf die Landstraße, sondern auf den Festungswall. Etwa 100 Meter südlich des Tores, zwischen Galgenbollwerk und Mainzer Bollwerk, entstand 1661 bis 1662 das Neue Galgentor mit einer Zugbrücke über den äußeren Stadtgraben.
Im 18. Jahrhundert kam der Name Gallustor auf, nachdem die Erinnerung an den mittelalterlichen Galgen zunehmend als anstößig empfunden wurde. Um den Gesinnungswechsel zu unterstreichen, erhielt der gleichnamige Brunnen in der nahe gelegenen Kleinen Galgengasse, bald Kleine Gallusgasse, 1783 eine Bildhauerarbeit des heiligen Gallus. Der Brunnen ging wie das ganze Stadtviertel erst bei den Luftangriffen auf Frankfurt am Main im Zweiten Weltkrieg unter. 1808 wurde die gesamte Toranlage mit Turm und vorgelagerter Brücke abgerissen. Auf dem Gelände legte Stadtgärtner Sebastian Rinz die Gallusanlage an, ein Teil des durch eine Wallservitut geschützten Grüngürtels, der sich bis heute um die Frankfurter Innenstadt zieht.
Anstelle des mittelalterlichen Torbaus errichtete Johann Friedrich Christian Hess 1810 das Taunustor, zwei klassizistische Torbauten mit schmiedeeisernen Gittern, die noch bis 1864 jeden Abend verschlossen wurden. Unter Verwendung von Resten des barocken Torbaus über den äußeren Stadtgraben entstand südlich davon das Gallustor (heute Willy-Brandt-Platz). In das erhaltene alte Erdgeschoss brach man neue Türen und Fenster und versah es mit einem Dach im neuen Zeitgeschmack. Das Giebelfeld war mit dem Stadtwappen sowie der goldenen Inschrift S. Gallus Thor MDCCCIX versehen, das alte Holztor ersetzte nun die prachtvolle Arbeit eines Kunstschmieds. Beide Torbauten wurden Ende des 19. Jahrhunderts abgerissen.